# Liste des US Routes au Wyoming
Les US Routes au Wyoming font partie du réseau des US Routes. Celles-ci sont entretenues par le Wyoming Department of Transportation (WYDOT). 

## Liste
| Numéro | Longueur (mi) | Longueur (km) | Terminus sud / ouest                                                                                         | Terminus nord / est                                                                                                | Créée | Notes |
| ------ | ------------- | ------------- | --- | --- | ----- | ----- |
| US 14  | 449,21        | 722,93        | US 14 / US 16 / US 20 dans le Parc national de Yellowstone                                                   | I-90 / US 14 à la frontière du Dakota du Sud près de Beulah                                                        | 1936  |       |
| US 16  | 544,04        | 87555         | US 14 / US 16 / US 20 dans le Parc national de Yellowstone                                                   | US 16 à la frontière du Dakota du Sud près de Newcastle                                                            | —     |       |
| US 18  | 100,00        | 160,00        | I-25 / US 20 / US 26 / US 87 à Orin                                                                          | US 18 à la frontière du Dakota du Sud près de Newcastle                                                            | 1926  |       |
| US 20  | 433,00        | 697,00        | US 14 / US 16 / US 20 / US 191 dans le Parc national de Yellowstone                                          | US 20 à la frontière du Nebraska à Van Tassell                                                                     | 1926  |       |
| US 26  | 454,00        | 731,00        | US 26 à la frontière de l'Idaho près d'Alpine                                                                | US 26 à la frontière du Nebraska près de Torrington                                                                | 1926  |       |
| US 30  | 454,37        | 731,24        | US 30 à la frontière de l'Idaho près de Cokeville                                                            | I-80 / US 30 à la frontière du Nebraska à Pine Bluffs                                                              | —     |       |
| US 85  | 256,00        | 411,90        | US 85 à la frontière du Colorado près de South Greeley                                                       | US 85 à la frontière du Dakota du Sud près de Newcastle                                                            | —     |       |
| US 87  | 363,00        | 584,07        | I-25 / US 87 à la frontière du Colorado près de South Greeley                                                | I-90 / US 87 à la frontière du Montana près de Prakman                                                             | —     |       |
| US 89  | 247,00        | 397,42        | US 89 à la frontière de l'Idaho près de Smoot                                                                | US 89 à la frontière du Montana à Mammoth Hot Springs                                                              | —     |       |
| US 189 | 214,00        | 344,33        | I-80 / US 189 à la frontière de l'Utah près d'Evanston                                                       | US 26 / US 89 / US 191 à Jackson                                                                                   | —     |       |
| US 191 | 181,14        | 291,52        | US 191 à la frontière de l'Utah dans le comté de Sweetwater                                                  | US 20 / US 191 / US 287 à la frontière du Montana près de West Yellowstone, MT                                     | —     |       |
| US 212 | 61,20         | 98,48         | Tower Junction dans le Parc national de Yellowstone US 212 à la frontière du Montana près de Silver Gate, MT | US 212 à la frontière du Montana près de Silver Gate, MT US 212 à la frontière du Montana près de Richel Lodge, MT | —     |       |
| US 287 | 471,00        | 757,84        | US 287 à la frontière du Colorado près de The Buttes                                                         | US 20 / US 191 / US 287 à la frontière du Montana près de West Yellowstone, MT                                     | —     |       |
| US 310 | 47,93         | 77,14         | US 14 / US 16 / US 20 / WYO 789 à Greybull                                                                   | US 310 à la frontière du Montana près de Frannie                                                                   | —     |       |
|        |               |               | | |       |       |